# Gramočelj
Gramaçel en albanais et Gramočelj en serbe latin (en serbe cyrillique : Грамочељ) est une localité du Kosovo située dans la commune/municipalité de Deçan/Dečani, district de Gjakovë/Đakovica (Kosovo) ou de Pejë/Peć (Serbie). Selon le recensement kosovar de 2011, elle compte 1 097 habitants.

## Démographie

### Évolution historique de la population dans la localité
| 1948 | 1953 | 1961 | 1971 | 1981  | 1991  | 2011  |
| ---- | ---- | ---- | ---- | ----- | ----- | ----- |
| 499  | 590  | 738  | 877  | 1 133 | 1 335 | 1 097 |

|  |

### Répartition de la population par nationalités (2011)
En 2011, les Albanais représentaient 88,61 % de la population et les Égyptiens 11,03 %.